# Flight (Golf)
Als Flight bezeichnet man umgangssprachlich beim Golf eine Spielgruppe, die gemeinsam von Loch zu Loch spielt. Dieser besteht aus mindestens zwei und i. d. R. maximal vier Spielern. Die korrekte Bezeichnung – laut offiziellem Regelwerk (siehe Regel 5.4 „Spielen in Gruppen“) – ist allerdings der Begriff Spielgruppe. Im Angelsächsischen Sprachraum ist der Begriff Flight als Bezeichnung für eine Spielgruppe unbekannt. Im Englischen ist die Bezeichnung – je nach Gruppengröße – Twoball, Threeball oder Fourball. Im Amerikanischen verwendet man die Begriffe Twosome, Threesome oder Foursome.
Aus Sicherheitsgründen hält sich in einem bestimmten Bereich eines Golfplatzes nur eine Spielgruppe auf, damit weiter voraus spielende Personen durch abgeschlagene Golfbälle nicht verletzt werden. Bei unterschiedlichen Spielgeschwindigkeiten der Spielgruppen kann an geeigneter Stelle passiert werden, wenn zum Beispiel die vorherige Spielgruppe bei der Ballsuche ist oder noch auf dem Abschlag steht. Eine langsame Spielgruppe ist angehalten (Etikette), die schnellere Spielgruppe durchspielen zu lassen.
Normalerweise kann auf einem Golfplatz alle zehn Minuten eine Spielgruppe starten, aber auch Abstände von acht oder zwölf Minuten sind gebräuchlich. Die optimale Zahl hängt stark von der Architektur des jeweiligen Platzes ab sowie von der Spielgeschwindigkeit der einzelnen Spielgruppen. Sind die Zeitabstände zu lang, so wird die Kapazität des Platzes nicht ausgenutzt, ist er hingegen zu kurz, so kommt es zu Spielverzögerungen durch Staus.
Die Zusammenstellung der Spielgruppen bei Turnieren ist nicht einheitlich geregelt, es gibt mehrere Systeme, die unterschiedliche Vor- und Nachteile aufweisen:
- nach Handicap: die besten (und vermeintlich schnellsten) Golfer spielen zuerst, die vermeintlich langsamsten Golfer am Ende, wo sie niemanden mehr aufhalten können.
- nach Ergebnissen vorheriger Runden: die Führenden spielen am Ende, so dass die Spannung bezüglich des Turniersiegs möglichst lange aufrechterhalten wird.
- hoch/mittel/tief: jede Spielgruppe hat schlechte, mittelmäßige und gute Spieler (Handicap hoch, mittel bzw. tief), so dass eine gleichmäßige Spielgeschwindigkeit erreicht wird.